# Эрнандес, Кике
Энрике Кике Эрнандес Марти (исп. Enrique "Quique" Hernández Martí; 30 октября 1958 года, Анна) —испанский футбольный тренер.

## Карьера
Родившийся в испанской Анне Кике Эрнандес начал свою тренерскую карьеру, когда ему было всего немного за 20. За последующие 20 лет, за исключением сезона 1995/1996 во главе «Альмерии» в Сегунде, он тренировал исключительно команды из своей родной области Валенсия, большинство из которых выступало в низших лигах.
В чемпионате 1996/1997 Эрнандес с 13-го тура Примеры возглавлял «Эркулес», но не смог спасти его от вылета из лиги. Этот сезон и поныне остаётся единственным для тренера, когда он работал в главной испанской лиге. В 2000-е годы Кике Эрнандес тренировал четыре команды Сегунды: «Лериду», «Нумансию», «Рекреативо» и «Альбасете», вылетев из дивизиона с первой и завоевав место в Примере со второй.
С 2008 по 2010 год Эрнандес работал в Греции, заняв с «Арисом» в чемпионате страны шестое место и доведя до вылета «Левадиакос». При этом ранее, во второй половине сезона 2006/2007, испанец уже занимал пост главного тренера «Ариса». Летом 2011 года Эрнандес вернулся на родину, возглавив «Уэску», выступавшую в Сегунде.
28 мая 2014 года испанец вновь отправился на работу, заняв должность футбольного директора клуба «Верия».